# Manon Roland
Pour l'évocation, voir Manon Roland (téléfilm).
Pour les articles homonymes, voir Roland (homonymie).
Manon Roland, née Jeanne Marie Philipon le 17 mars 1754 à Paris et guillotinée le 8 novembre 1793 dans la même ville, est une salonnière et une personnalité politique française. Égérie des Girondins puis, plus tard, des Romantiques ; elle fut une des figures de la Révolution française et joua un rôle majeur au sein du parti girondin. Elle poussa son mari, Jean-Marie Roland de La Platière, au premier plan de la vie politique de 1791 à 1793.

## Biographie

### Enfance
Née le 17 mars 1754 dans l'île de la Cité à Paris, Jeanne Marie Philipon est la fille de Gatien Philipon – ou Phlipon – maître graveur à Paris au no 41 quai de l'Horloge, homme aisé mais joueur et coureur de jupons, et de Marguerite Bimont. Placée en nourrice jusque l’âge de deux ans, leur fille est la seule survivante des sept enfants du couple, elle concentre toute l’affection de ses parents. Enfant pieuse et très intelligente, au caractère ferme et résolu, elle montre de grandes aptitudes pour les études. Un frère de sa mère, l'abbé Bimont, lui apprend le latin:121. À huit ans, elle se passionne pour la lecture de la Vie des hommes illustres de Plutarque qui resta un de ses auteurs favoris:14; elle lit la Bible, le Roman comique de Scarron, un traité des Guerres civiles d’Appien, les Mémoires de Pontis et de mademoiselle de Montpensier, un traité sur l’Art héraldique:120-1. Elle lit ensuite Fénelon, Le Tasse et Locke. Bossuet, Massillon, et d'autres philosophes tels Montesquieu ou Voltaire.
À sa demande, à 11 ans, elle est placée, en mai 1765, au couvent des Augustines de la Congrégation de Notre-Dame, rue Neuve-Saint-Étienne, où elle se lie d’amitié avec Sophie et Henriette Cannet originaires d’Amiens. Manon entretient avec ses deux amies une correspondance suivie après leur sortie du couvent.

### Jeunesse

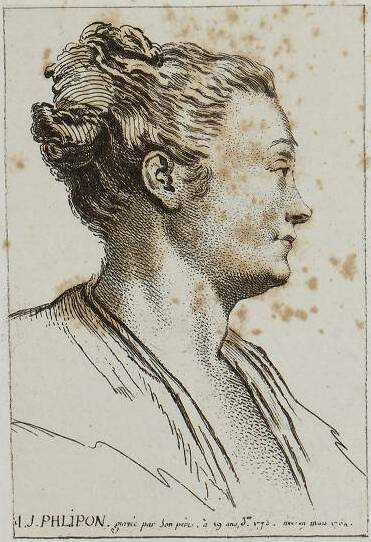
Portrait de Madame Roland à 19 ans, par son père.

Lorsque sa mère meurt, alors qu’elle a une vingtaine d’années, la jeune fille se consacre à l’étude, et à la tenue du ménage de son père. La lecture de Julie ou la Nouvelle Héloïse parvient à la consoler du profond chagrin qu’elle éprouve. Jean-Jacques Rousseau reste son maître.
En 1774, elle séjourne quelque temps au château de Versailles, ressentant comme une insulte le mépris dans lequel la noblesse tient les bourgeois:132. Elle n’oublie jamais la haine qu’elle ressent alors.
Belle, l’« attitude ferme et gracieuse », le sourire « tendre et séducteur », elle attire de nombreux soupirants, pourtant elle refuse toutes les propositions de mariage, dictant à son père les lettres de refus.
En 1776, par l’intermédiaire de ses deux amies amiénoises (notamment de Sophie, devenue Mme de Gomicourt en épousant Pierre Dragon Gomicourt, seigneur de Sailly-le-Sec), elle fait la connaissance de Jean-Marie Roland de La Platière, économiste réputé, d’une grande intelligence, inspecteur du commerce et des manufactures de Picardie, lié à Amiens avec la famille Cannet. Roland, de vingt ans son aîné, s’éprend d'elle et demande sa main. Le père de la jeune femme, auquel sa fille demandait des comptes de tutelle, commence par opposer un refus à la demande de Roland. Celui-ci, avant de la connaître, avait aimé Henriette Cannet, qu'il avait même envisagé d'épouser. Âgée de 26 ans, n’ayant pas besoin de l’accord paternel pour se marier, Jeanne Marie Philipon se retire dans un couvent, où elle s’exerce à vivre avec les 530 livres de rente qui formaient toute sa fortune ; cinq mois plus tard, les difficultés s’aplanissent, le mariage est célébré le 4 février 1780.

### L'épouse d'un grand commis de l'État

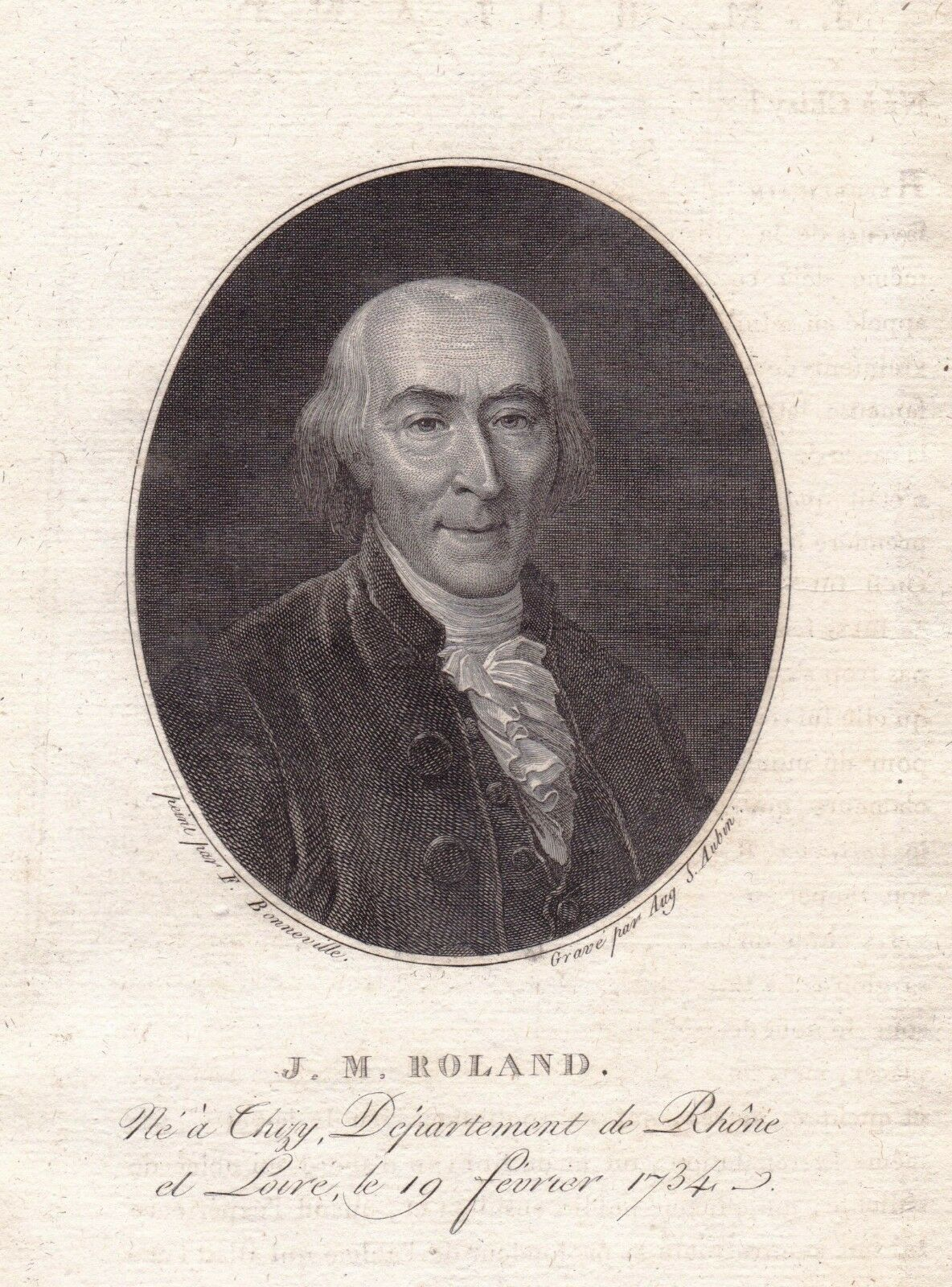
Jean-Marie Roland,
estampe de François Bonneville,
Paris, BnF, département des estampes, 1797.

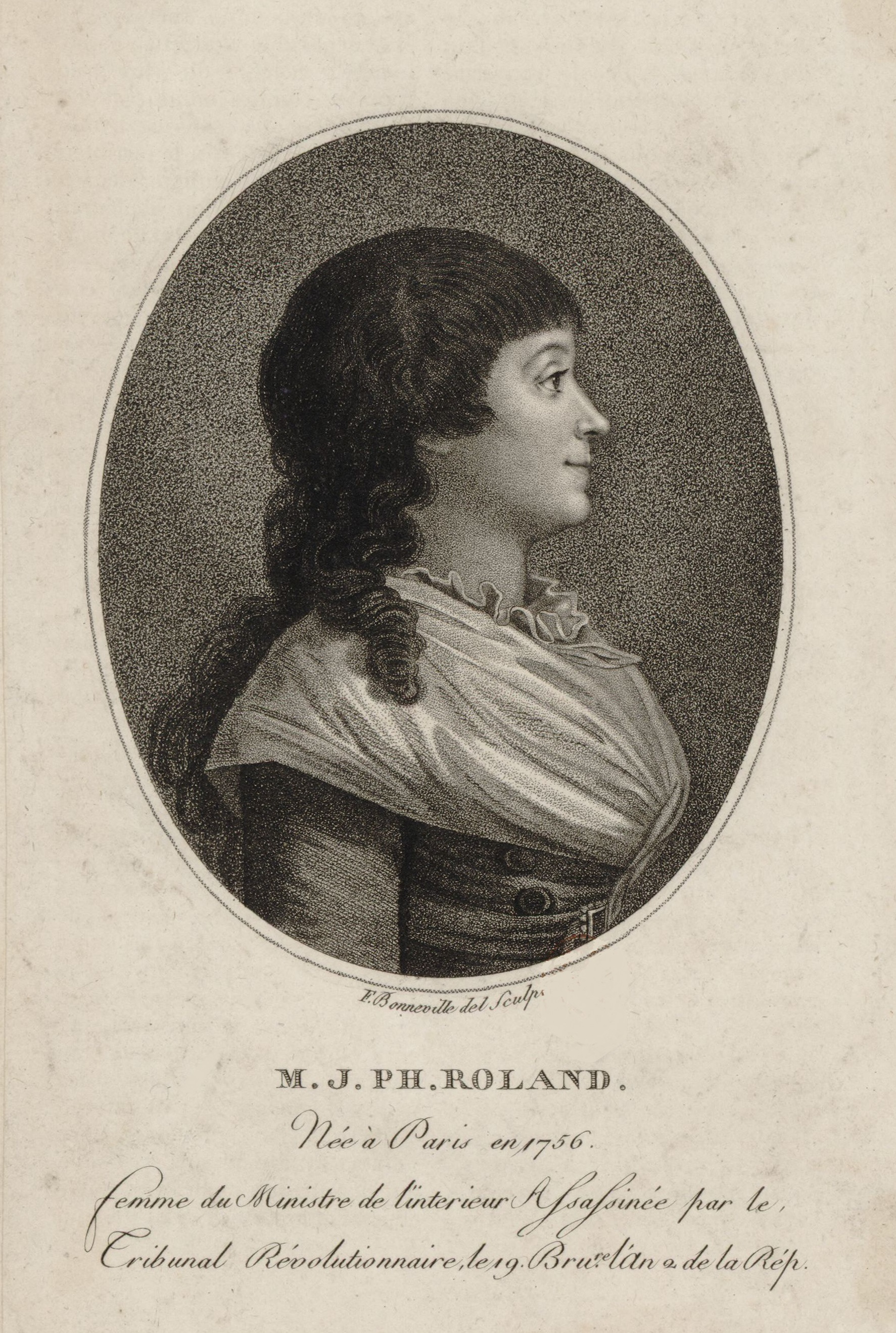
Mme Roland, estampe de François Bonneville,
Paris, BnF, département des estampes, 1796.

Le 4 février 1780, après beaucoup d’hésitations, elle l’épouse. « Toute sa vie, elle coopérera au travail de son mari, co-rédigeant avec lui ses discours académiques, ses traités techniques, ses rapports d’inspecteur des manufactures, ses articles pour l’Encyclopédie méthodique et, pendant la Révolution, ses textes ministériels ». La vie conjugale n’enchante guère Manon Roland mariée, non par amour, mais plutôt pour échapper à la tutelle de son père. Elle n’éprouve guère que de l’affection pour son mari. La vie quotidienne menée aux côtés de l’inspecteur des manufactures, avec qui elle collabore sur le plan professionnel, sans se préoccuper de ses aspirations propres, ne l’épanouit pas : « Mariée dans tout le sérieux de la raison », avoua-t-elle dans ses Mémoires, « je ne trouvais rien qui m’en tirât ; je me dévouais avec une plénitude plus enthousiaste que calculée. À force de ne considérer que la félicité de mon partenaire, je m’aperçus qu’il manquait quelque chose à la mienne »:172.
La première année de leur mariage, ils vivent à Paris, où son mari a été appelé par les intendants du commerce qui voulaient faire de nouveaux règlements:30. En février 1781, le couple Roland s’installe à Amiens, où ils restent quatre ans, pour le travail dont Roland s’était chargé, d’une partie considérable de l’Encyclopédie méthodique:30. Elle donne naissance à leur fille : Eudora Roland (1781-1858). Passionnée de botanique, elle qui a suivi, en 1780, les cours d’histoire naturelle du Jardin du roi, herborise le long des canaux aux abords de la ville et constitue un herbier aquatique utile à son mari, qui publie l’ouvrage, l’Art du tourbier, en 1782.
Apprenant que la place d’inspecteur des manufactures à Lyon est vacante, elle postule pour son mari. En août 1784, le couple s’installe à Villefranche-sur-Saône dans la maison paternelle de Roland où vivait encore sa mère:30, puis au Clos de Theizé en 1787. Ils ont un logement à Lyon, où ils reçoivent Emmanuel Gilibert, Antoine François Delandine et Benjamin Frossard.
Dès 1788, elle s'intéresse à l'actualité politique nationale et lyonnaise, en espérant que son époux puisse jouer un rôle. Elle entretient une correspondance avec Bosc d'Antic, Lanthenas, Brissot, Bancal des Issarts.
Acquise aux idées des Lumières, Manon Roland écrit des articles politiques pour le Courrier de Lyon, que Champagneux vient de lancer. Elle a de l'ambition pour son mari, qui est élu en 1790 officier municipal à Lyon. Ils séjournent à Paris du 20 février 1790 au 25 septembre 1791, à l’hôtel Britannique, rue Guénégaud.

### L’égérie des Girondins

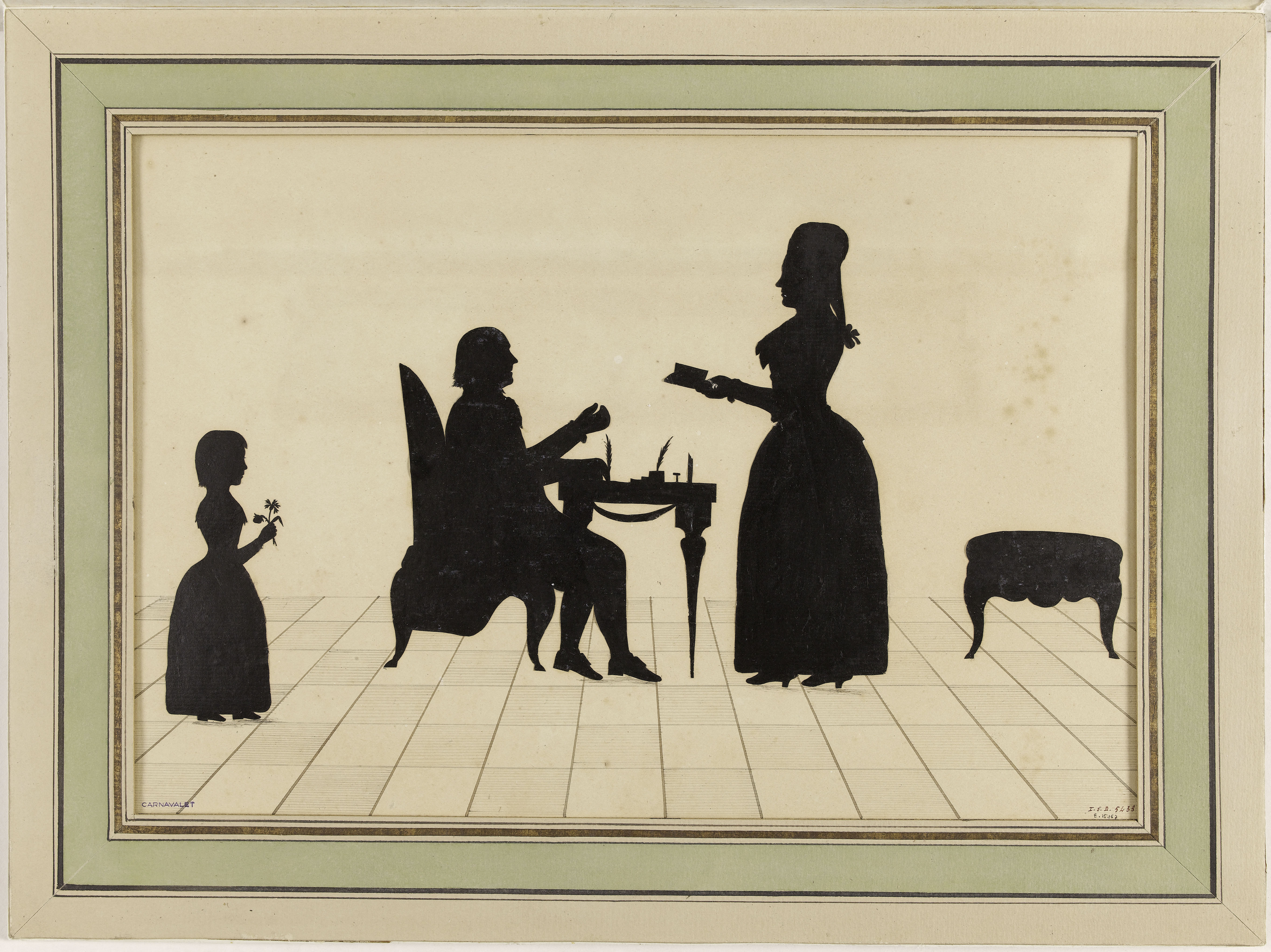
Silhouettes de la famille Roland (Jean-Marie, Manon et leur fille Eudora), dessinées par Lavater à Zurich, vers 1792, Paris, musée Carnavalet.

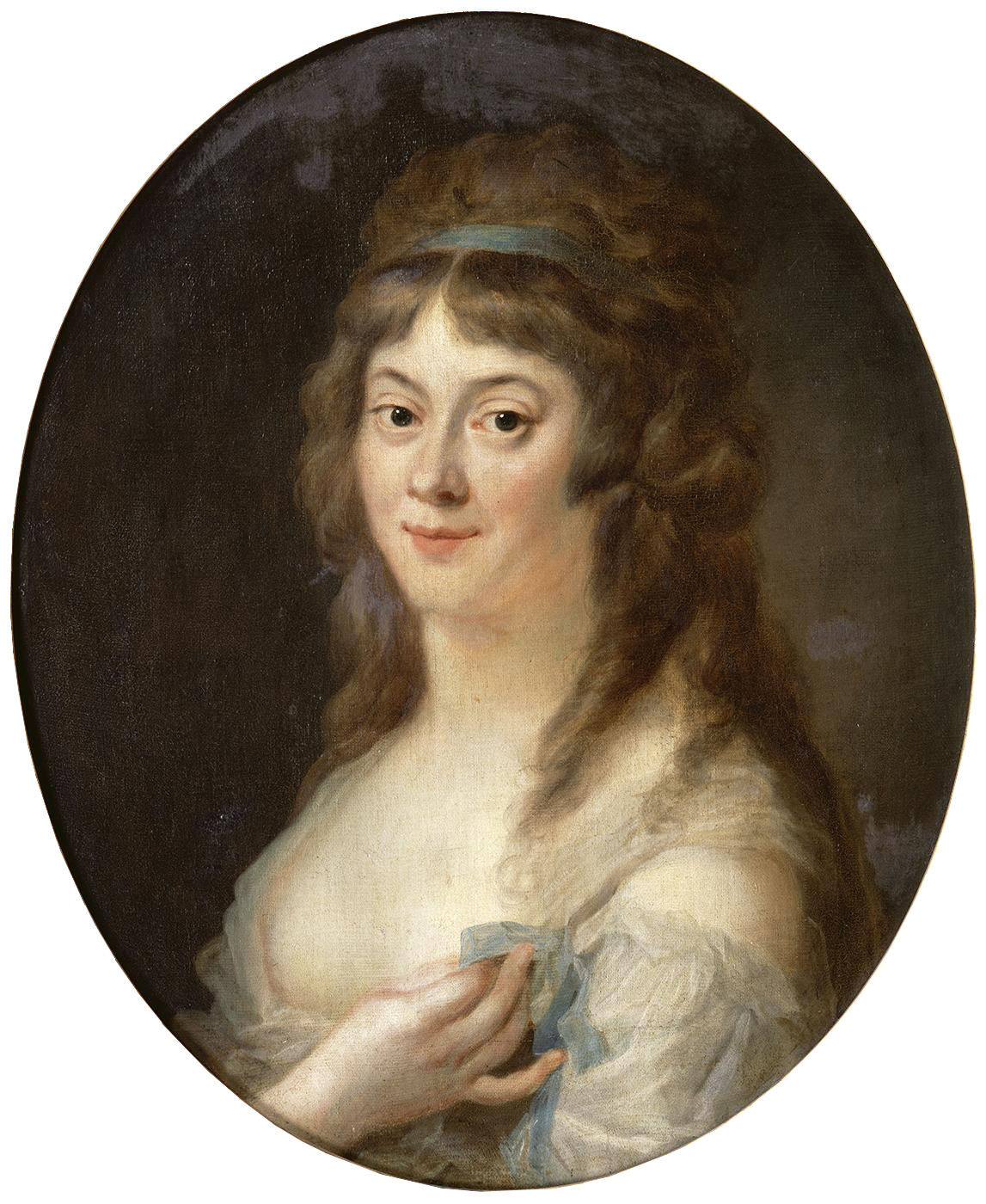
Madame Roland, huile sur toile de Johann Julius Heinsius, 1792.

Dès 1791, Manon Roland devient membre du club des Jacobins, où elle prononce plusieurs discours.
Manon Roland accueille dans son salon des hommes politiques influents, dont Brissot, Pétion, Robespierre et d’autres élites du mouvement populaire dont notamment Buzot.
Grâce à ses relations au sein de la Gironde, son mari est nommé ministre de l’Intérieur le 23 mars 1792. Dès lors, dans l’hôtel ministériel de la rue Neuve-des-Petits-Champs (l’hôtel de Calonne construit par Le Vau), Manon Roland devient l’égérie du parti girondin. Barbaroux, Brissot, Louvet, Pétion, et aussi Buzot auquel la lie une passion partagée, assistent aux dîners qu’elle offre deux fois par semaine. Manon Roland, cependant, reste fidèle à son mari, ce « vénérable vieillard » qu’elle chérit « comme un père ».
À ses côtés, elle joue un rôle essentiel au ministère de l’Intérieur, elle rédige notamment la lettre dans laquelle Roland demande au roi de revenir sur son veto sur la création du camp des 20 000 Fédérés et concernant la déportation des prêtres réfractaires. Cette lettre provoque le renvoi de Roland, le 13 juin 1792:33-4. Lorsque son mari retrouve son portefeuille après la prise des Tuileries, le 10 août 1792, Manon Roland dirige plus que jamais ses bureaux.
Après les massacres de Septembre, qui la révoltent, mais contre lesquels elle n’agit pas, elle voue à Danton une haine féroce. Dans une lettre en date du 9 septembre, elle écrit sans illusions : « […] Danton conduit tout ; Robespierre est son mannequin, Marat tient sa torche et son poignard ; ce farouche tribun règne et nous ne sommes que des opprimés, en attendant que nous tombions ses victimes ». Aussi entière et acharnée dans ses haines que dans ses affections, l’égérie des Girondins attaque Danton de plus en plus violemment par la voix de Buzot. Sachant d’où viennent ces attaques, le tribun s’écrie : « Nous avons besoin de ministres qui voient par d’autres yeux que ceux de leur femme ». Manon Roland, dès lors, devient furieuse. Les Montagnards multiplient les attaques contre les Girondins, en particulier contre Roland surnommé dans le Père Duchesne « Coco Roland », Manon Roland devenant « Madame Coco » ou « la reine Coco ».
Lassé des attaques, le ministre de l’Intérieur démissionne le 23 janvier 1793.

### La prison, le procès, l’exécution

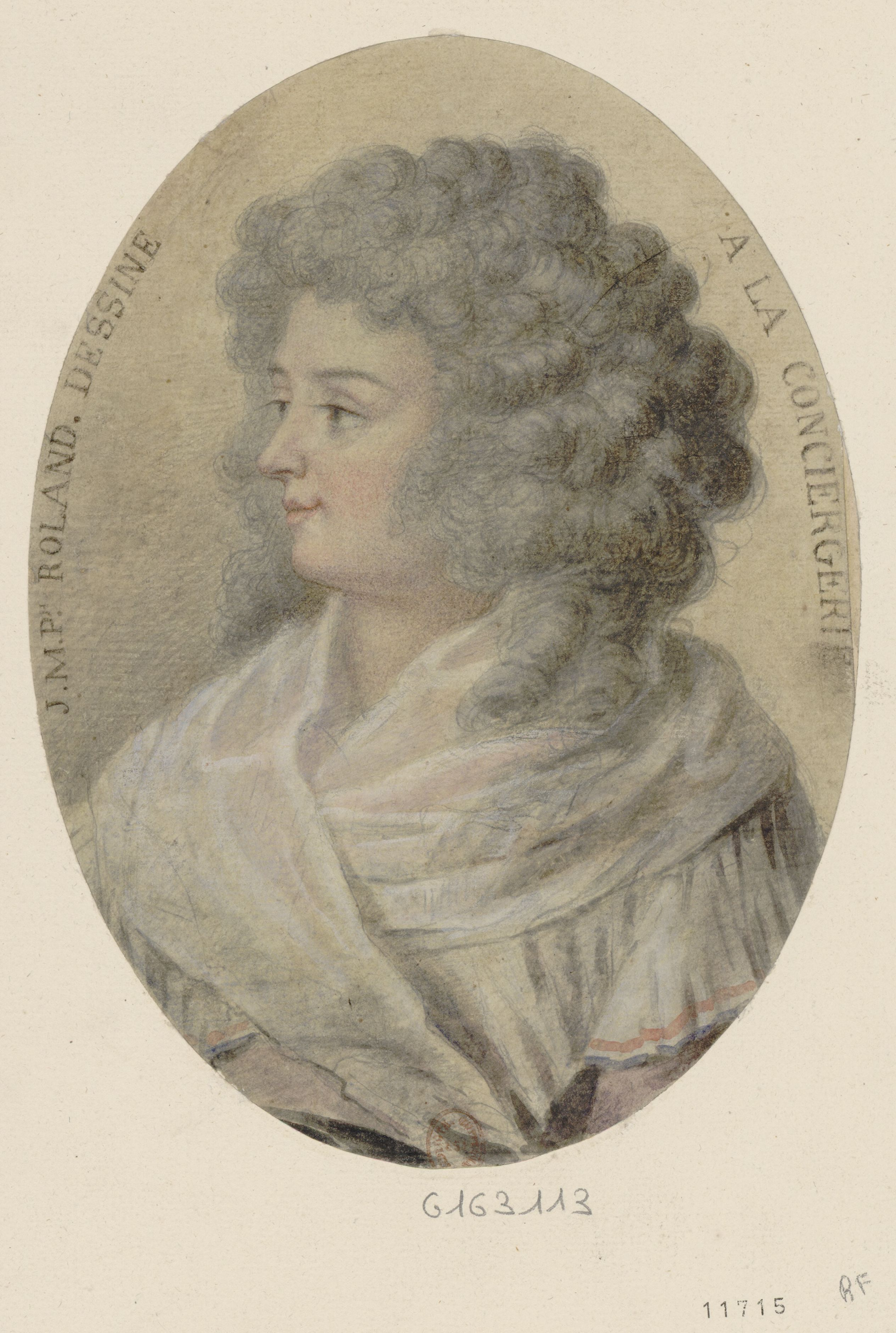
Madame Roland à la Conciergerie, dessin anonyme, 1793.

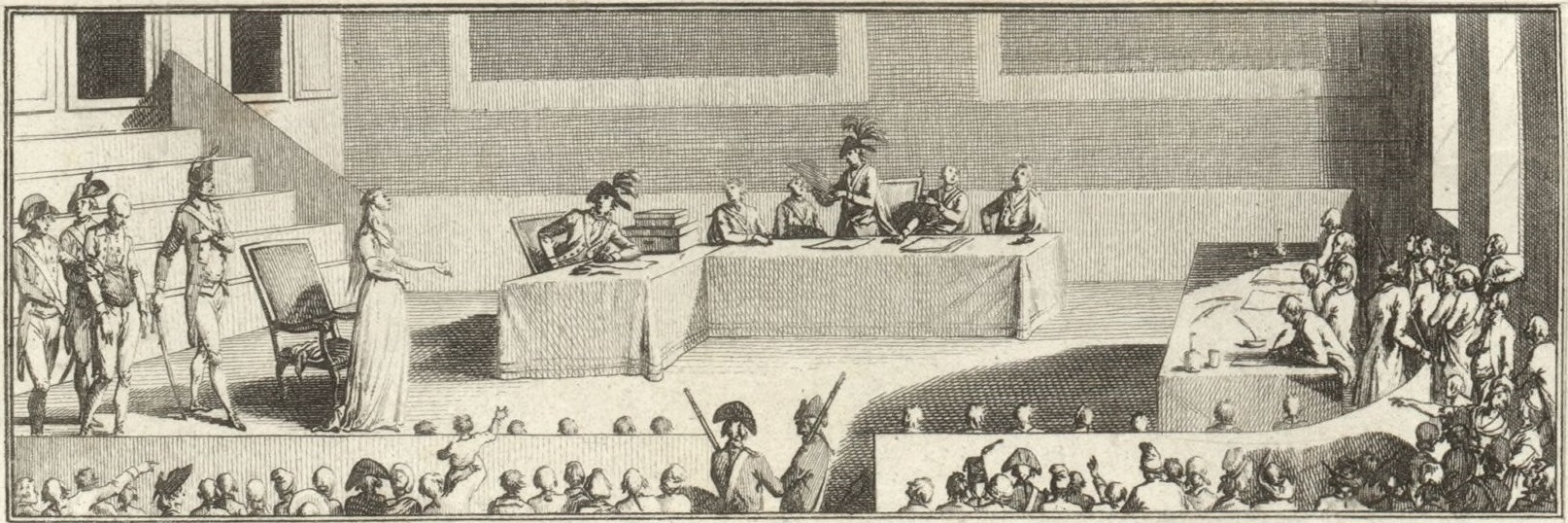
Madame Roland plaidant sa cause devant le Tribunal révolutionnaire.
Paris, BnF, département des estampes, 1799.

Le 31 mai 1793, lors de la proscription des Girondins, elle ne fuit pas, comme elle aurait pu le faire et comme le font, entre autres, son mari et Buzot. Son époux s’échappe vers Rouen, mais Manon Roland se laisse arrêter le 1er juin 1793 à son domicile situé au second étage du no 51 rue de la Vieille Boucherie ; elle est incarcérée dans la prison de l'Abbaye. Détachée de la vie, libérée de la présence de son mari, elle ressent son arrestation comme un soulagement qu’elle décrit à Buzot dans une de ces pages de la correspondance passionnée et déchirante qu’ils échangent alors : « Je chéris ces fers où il m’est libre de t’aimer sans partage ». Le 22, elle écrit au même, avec une farouche détermination : « Les tyrans peuvent m’opprimer, mais m’avilir ? jamais, jamais ! ». Relâchée le 24 juin, pendant une heure, elle est à nouveau arrêtée et placée à Sainte-Pélagie puis transférée à la Conciergerie où elle reste cinq mois.
En prison, elle est respectée par tous les gardiens et certains privilèges lui sont accordés. Elle peut ainsi avoir de quoi écrire et recevoir des visites occasionnelles de ses amis dévoués. Elle rédige ses Mémoires en prison dans lesquelles elle cherche à se défendre tout en affirmant le rôle qu'elle a joué auprès de son mari. Madame Roland s'y présente comme une véritable associée, insistant sur la relation complémentaire entre elle et son époux, et non comme la manipulatrice profitant d'un mari faible, décriée par le Tribunal révolutionnaire. Elle reçoit la visite de son amie Henriette Cannet qui lui propose d’échanger leurs vêtements pour qu’elle puisse s’échapper, ce qu’elle refuse:175. C’est à la Conciergerie qu’elle écrit son Appel à l’impartiale postérité, mémoires destinés à sa fille Eudora où elle montre une étrange alternance entre louanges personnelles et patriotisme, entre l’insignifiant et le sublime.
Elle est jugée le 8 novembre 1793. Tout de blanc vêtue, elle se présente devant le Tribunal révolutionnaire. Le procès se déroule entre 9 h et 14 h 30, et la sentence est mise à exécution le soir même, en même temps qu’un autre condamné, Simon-François Lamarche, ancien directeur de la fabrication des assignats, accusé de s’être rendu aux Tuileries, auprès du roi, le 9 août,:156. Quand la charrette arrive devant Saint-Roch, des forcenés les accablèrent d’injures, leur montrant le poing et criant : « À la guillotine ! à la guillotine ! » sans paraître la troubler:442. Se penchant vers Lamarche, de plus en plus accablé, elle tâche de lui rendre un peu de courage et parait y parvenir:442. La charrette s’arrête au pied de l’échafaud à 5 heures et quart:442. Elle aurait dû être exécutée avant Lamarche, mais le sera ensuite:442. Elle aurait proposé à ce dernier de passer le premier, mais cela paraît aussi apocryphe que la fameuse exclamation qu'elle aurait prononcée en montant à l'échafaud : « Ô Liberté, que de crimes on commet en ton nom ! »:442, qui est une invention du poète romantique Lamartine.

## Devenir de la famille de Manon Roland

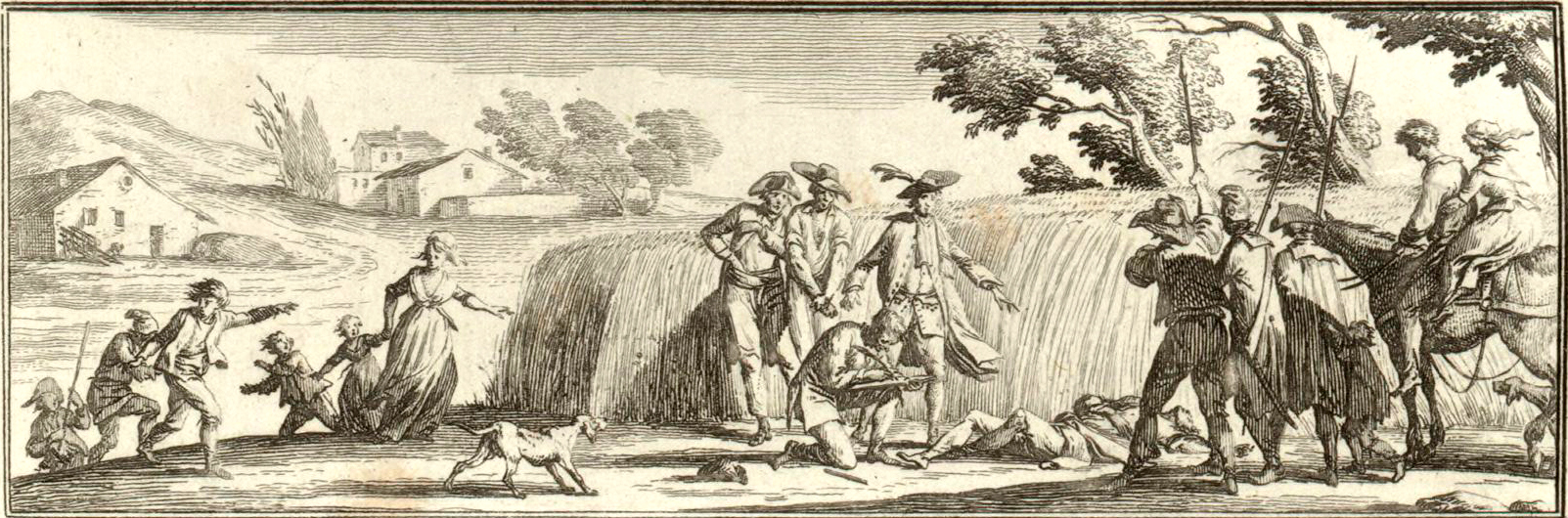
Découverte du cadavre de Jean-Marie Roland, près la grande route de Paris à Rouen.
Paris, BnF, département des estampes, vers 1799.

Deux jours plus tard, le 10 novembre 1793, Jean-Marie Roland apprend tardivement la comparution de sa femme devant le Tribunal révolutionnaire (de fait, elle a déjà été jugée et guillotinée). Il se suicide le soir même,, à Bourg-Beaudouin dans l’Eure, sur la route entre Rouen et Paris. Buzot qui n'apprend la fin de Madame Roland qu'en juin 1794, se donne lui aussi la mort, près de Saint-Émilion.

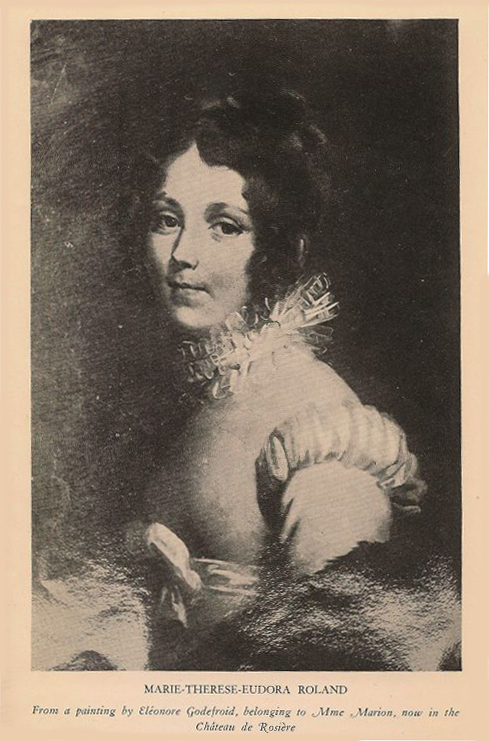
Eudora Roland, gravure d'après un portrait peint par Marie-Éléonore Godefroid, XIXe siècle.

Eudora devenue orpheline est recueillie par Jacques Antoine Creuzé-Latouche, un ancien soupirant de Manon Roland. Conformément à la volonté de Manon, c’est le naturaliste et botaniste Louis-Augustin Bosc d’Antic, un des principaux amis de Manon Roland et de son mari, qui à la fin de la Terreur, devient son tuteur et se charge de l’éducation de la petite orpheline. Eudora n'avait alors pas quatorze ans et demi. Bosc est âgé de trente-sept ans. Conscient du risque de passer pour un suborneur, il décide de l’envoyer, le 5 décembre 1795, à Rouen, chez les demoiselles Malortie, qui avaient caché son père, lors de la proscription des Girondins, deux ans plus tôt:145. Le 29 mars 1796, Bosc ose écrire à Broussonnet : « Elle m’est tendrement attachée et annonce les plus intéressantes dispositions ; aussi ne puis-je plus me défendre de répondre à son vœu et de la prendre pour femme, malgré la disproportion de nos âges ». En réalité, Eudora prend des distances, que viennent confirmer deux lettres en date des 26 et 28 avril:147-8. Bosc renonce à son projet et préfère fuir. La Révellière lui promet une mission diplomatique aux États-Unis, en juillet 1796 il part pour embarquer à Bordeaux.
Quelques mois plus tard, le 13 décembre 1796, Eudora épouse Pierre-Léon, le frère cadet du botaniste Anselme-Benoît Champagneux,:151.

## Postérité

### Manon Roland, égérie romantique

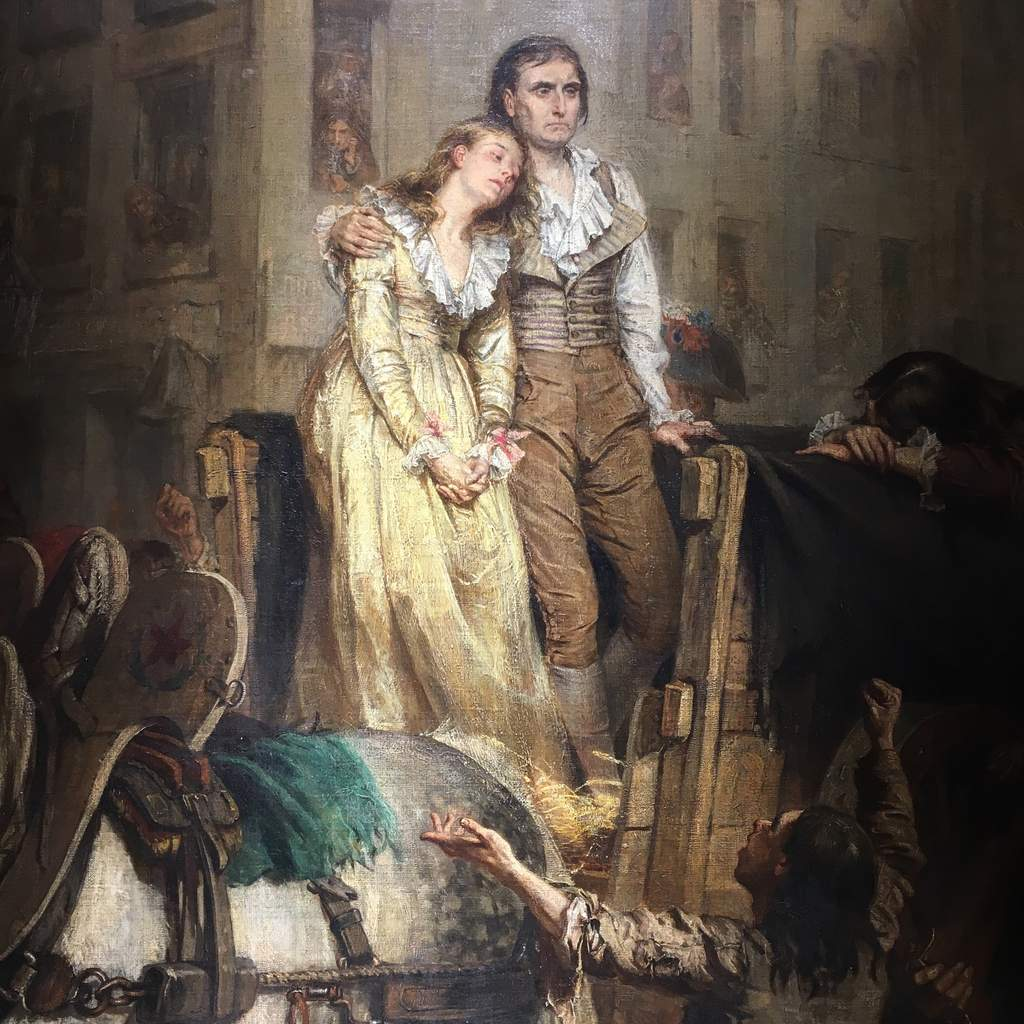
Madame Roland conduite à l'échafaud, Laslett John Pott, 1874. Musée de la Révolution française.

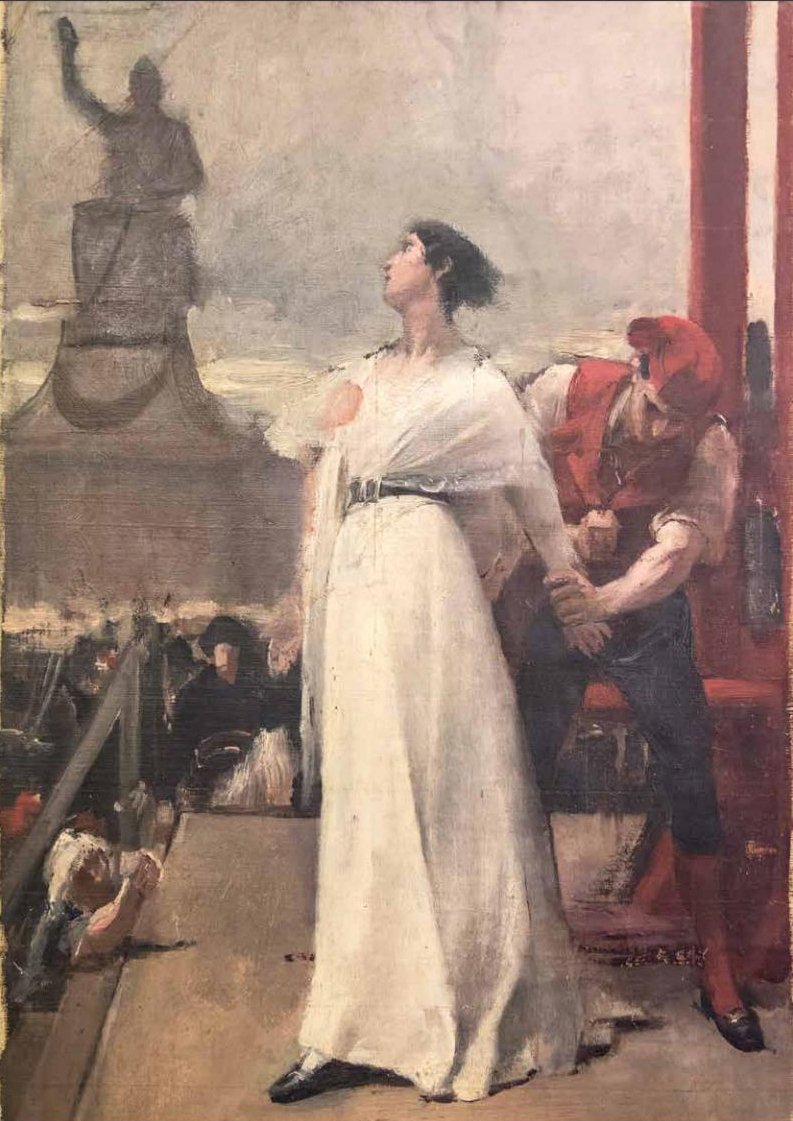
Madame Roland à l'échafaud, huile sur toile anonyme, fin du XIXe siècle, Versailles, musée Lambinet.

La figure de Manon Roland devient au XIXe siècle, sous la plume de Lamartine, Stendhal ou Michelet, la figure d'une « héroïne de la révolution et d'une martyre de la liberté ». Sainte-Beuve lui consacre cinq études. Lamartine la définit comme une femme, un génie de l'amour vivant par le cœur et déversant son surplus d'amour dans l'œuvre de la révolution.
En rédigeant de 1843 à 1846 son Histoire des Girondins, Lamartine réalise une fresque mythique, attribuant à son héroïne Madame Roland une belle mort, et en lui réservant, comme aux autres protagonistes, un rôle archétypal :

« Les hommes naissent comme des personnifications instantanées des choses qui doivent se penser, se dire ou se faire : Voltaire, le bon sens ; Jean-Jacques Rousseau, l'idéal ; (…) Madame Roland, l'enthousiasme (…) »

Dans Le Rouge et le Noir, Stendhal prête à Mathilde de la Mole ces réflexions, :

« S’il y a une révolution, pourquoi Julien Sorel ne jouerait-il pas le rôle de Roland, et moi celui de madame Roland ? J’aime mieux ce rôle que celui de madame de Staël : l’immoralité de la conduite sera un obstacle dans notre siècle. Certainement on ne me reprochera pas une seconde faiblesse ; j’en mourrais de honte.
Les rêveries de Mathilde n’étaient pas toutes aussi graves, il faut l’avouer, que les pensées que nous venons de transcrire. »

Chateaubriand écrit : "Madame Roland avait du caractère plutôt que du génie : le premier peut donner le second, le second ne peut donner le premier." Dans ses Mémoires d'outre-tombe (LIX, ch.6).
Pour Gita May, professeur émérite de français à l'université de Colombia, « ce sont les romantiques qui, en exaltant la victime de la Terreur, l'héroïne sans tache et sans reproche, figèrent Mme Roland dans une attitude qui faisait d'elle un beau sujet de biographies romancées dans le genre victorien. Dès le début du dix-neuvième siècle, elle était déjà l'objet d'un véritable culte qui tenait de la vénération et de l'admiration amoureuse ».

### Historiographie

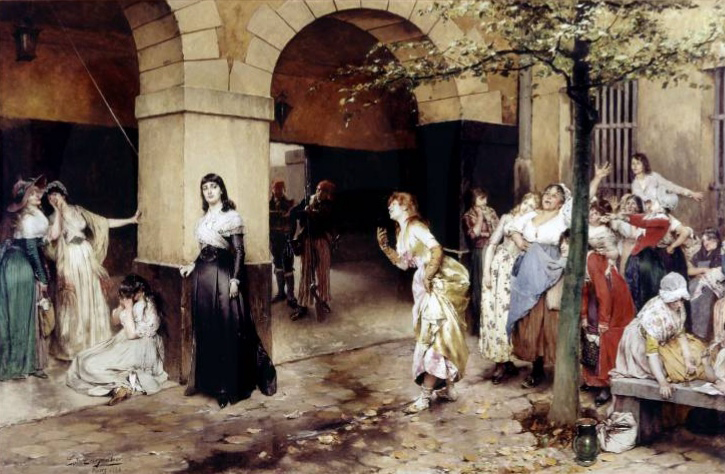
Les prisonnières se moquent de Madame Roland à la prison Sainte-Pélagie (Paris).
Huile sur toile par Évariste Carpentier
au Musée Revoltella, Trieste (Italie), 1886.

Plus tard, plusieurs historiens dont Albert Mathiez et Louis Madelin réagissent à ce qu'ils considèrent comme un culte de la personnalité propre au romantisme et dépeignent Madame Roland comme une petite bourgeoise intrigante et rancunière, qui serait en partie responsable des dissensions entre Girondins et Montagnards.
La biographie plus récente de Siân Reynolds s'en détache, en insistant sur les mérites et capacités de son époux Jean-Marie Roland de La Platière. Manon Roland y apparaît « ni héroïne mystique telle Jeanne d’Arc, ni antihéroïne telle Madame Bovary : Madame Roland est un pur produit des Lumières et de la Révolution ».

### Télévision
En 1989 (année du bicentenaire de la Révolution), Édouard Molinaro lui consacre un téléfilm, intitulé Manon Roland.
Elle fait partie des figures féminines de la Révolution Française traitées dans le cadre de l'émission Secrets d'histoire, intitulée Les femmes de la Révolution diffusée le 12 juillet 2016 sur France 2.

### Galerie

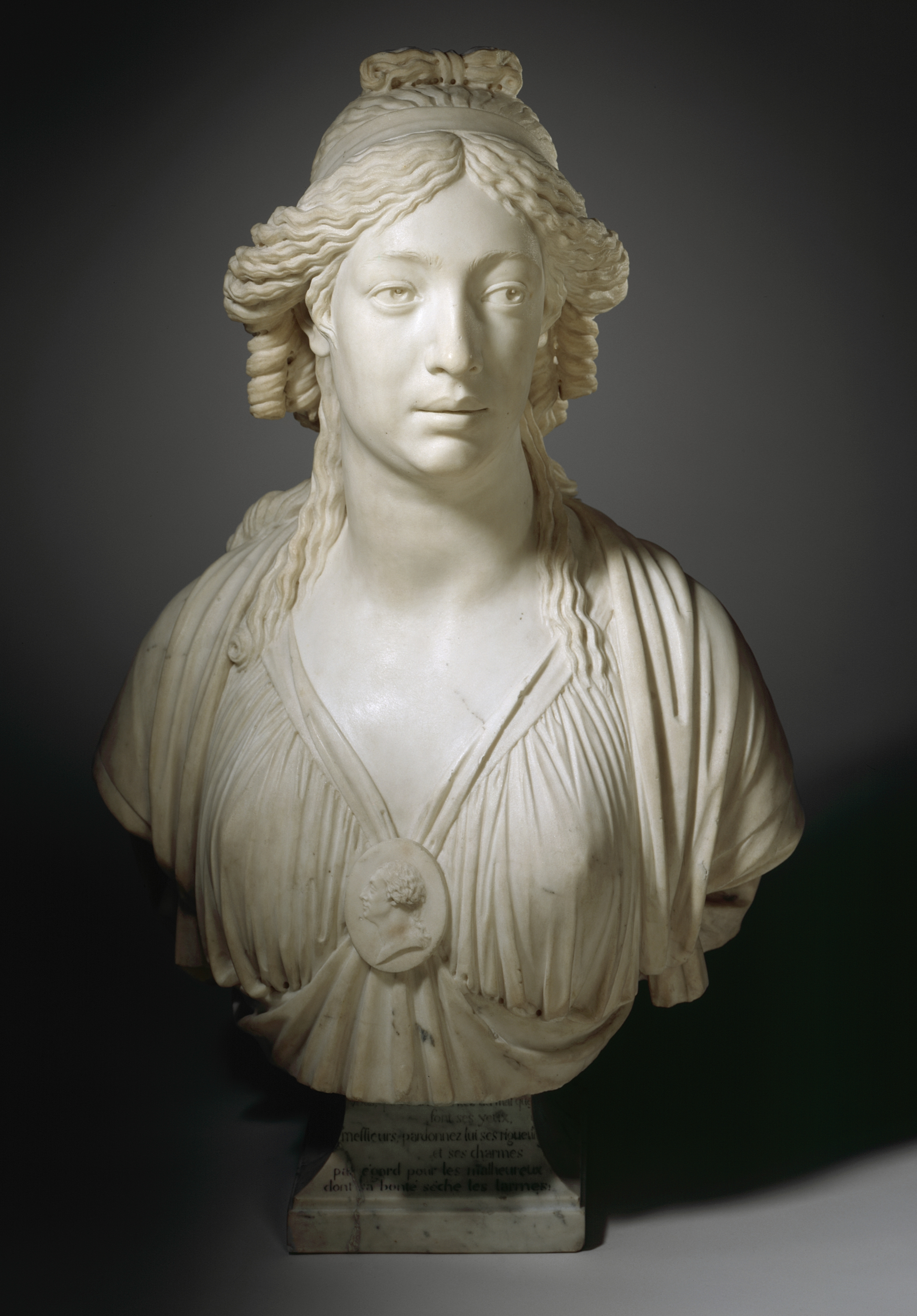
Madame Roland, buste en marbre par François Masson, vers 1792-1793, musée d'art du comté de Los Angeles.
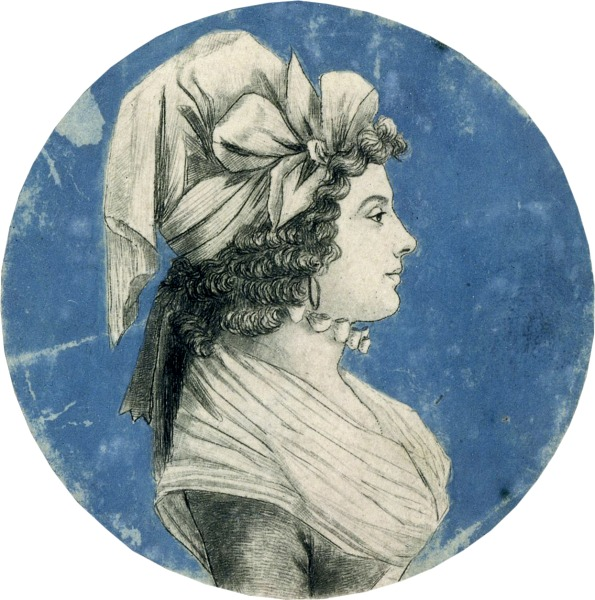
Portrait de Manon Roland au physionotrace par Edme Quenedey, vers 1790, BnF.
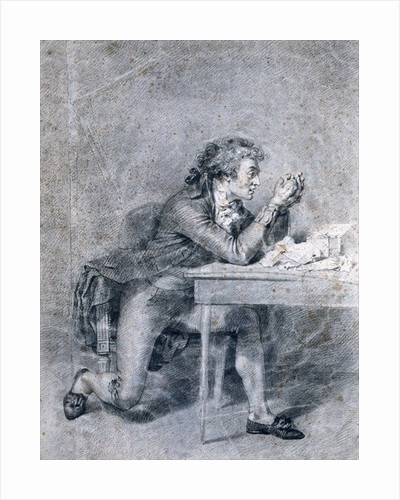
Buzot contemplant un portrait de Madame Roland, par Leguay.
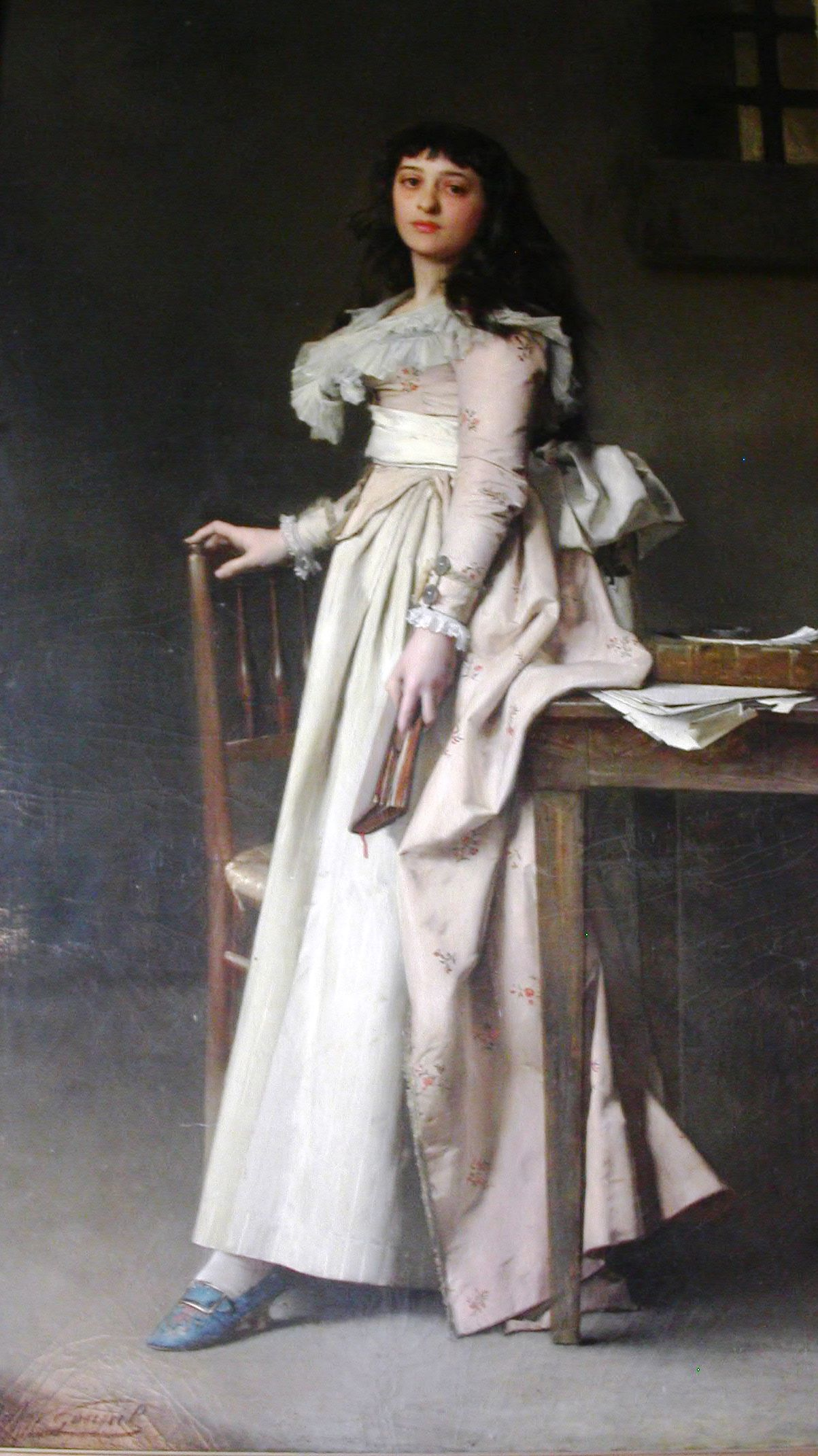
Jules-Adolphe Goupil, Dernier Jour de captivité de Madame Roland, Salon de 1880 — Amboise, musée Hôtel Morin.
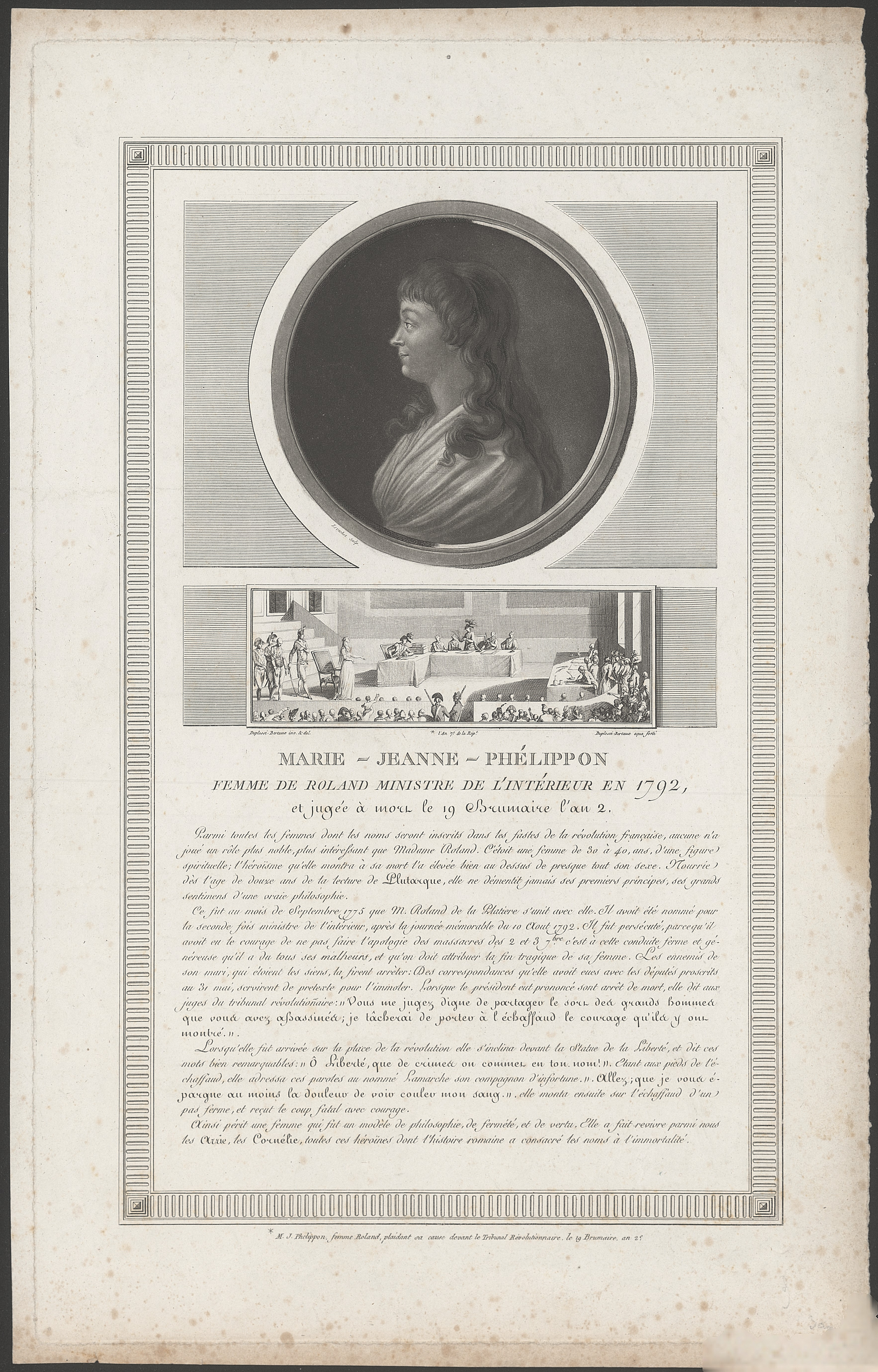
Portrait et notice biographique. Archives de Villefranche 1Fi/197/5

## Publications
- Lettres de Madame Roland de 1780 à 1793 publiées par Claude Perroud, Imprimerie nationale, 1900-1902 tome 1 ; tome 2 disponibles sur Gallica.
- Lettres de Madame Roland de 1767 à 1780 publiées par Claude Perroud, Imprimerie nationale, 1913-1915 tome 1 ; tome 2 disponibles sur Gallica.
- Lettres de Roland à Bosc publiées par Claude Perroud, Paris, Noël Charavay, s.d., après 1902.
- Dix-huit Lettres de Madame Roland publiées par Claude Perroud, Paris, Noël Charavay, s.d., après 1905.
- Nouvelles lettres de Madame Roland publiées par Claude Perroud, Paris, Noël Charavay, s.d., après 1909.
- Mémoires de Madame Roland, Paris, Mercure de France, 1986, réédition : 2004.
- Mémoires de madame Roland : nouv. éd. critique contenant des fragments inédits et des lettres de la prison publiées par Claude Perroud, Paris, Plon, 1905 tome 1 ; tome 2 disponibles sur Gallica.
- Sophie Marchand et Maurizio Melai, « Mes dernières pensées », Mémoires de Madame Roland », Orages[56].

### Iconographie
- Émile Joseph Nestor Carlier, Madame Roland, 1887-1893, statue en marbre, Saint-Denis, Maison d'éducation de la Légion d'honneur ;
- François Masson, Madame Roland, buste en marbre, v. 1792-1793, musée d'art du comté de Los Angeles.
- Charles Vital-Cornu, Madame Roland, buste en plâtre, salle de la République, musée de la Révolution française ;
- Madame Roland de profil, burin de E. Thomas d’après un dessin de H. Rousseau.

#### Bases de données et dictionnaires
- Ressources relatives aux beaux-arts :   - Bénézit
  - National Portrait Gallery
- Ressource relative à la santé :   - Bibliothèque interuniversitaire de santé
- Ressource relative au spectacle :   - Les Archives du spectacle
- Notices dans des dictionnaires ou encyclopédies généralistes :   - Britannica
  - Brockhaus
  - Collective Biographies of Women
  - Den Store Danske Encyklopædi
  - Deutsche Biographie
  - Dictionnaire des femmes de l'ancienne France
  - Dictionnaire historique de la Suisse
  - Dictionnaire universel des créatrices
  - Hrvatska Enciklopedija
  - Internetowa encyklopedia PWN
  - Nationalencyklopedin
  - Store norske leksikon
  - Universalis
  - Visuotinė lietuvių enciklopedija
- Notices d'autorité :   - VIAF
  - ISNI
  - BnF (données)
  - IdRef
  - LCCN
  - GND
  - Italie
  - Japon
  - Espagne
  - Belgique
  - Pays-Bas
  - Pologne
  - Israël
  - NUKAT
  - Suède
  - Vatican
  - Tchéquie
  - Grèce